# 川端町 (新潟市)
川端町（かわばたちょう）は、新潟県新潟市中央区の地名。現行行政地名は川端町一丁目から川端町六丁目。住居表示未実施区域。郵便番号は951-8053。

## 地理
新潟市中央区北部に位置する。信濃川の北側左岸に面し、北西で上大川前通、北で礎町通・下大川前通、信濃川を跨いだ東南側には万代・八千代・幸西、西で一番堀通町と接する。
面積は1.1平方キロメートルほどである。川端町の大半は、信濃川の川縁を埋め立ててできた土地である。また、川端町は信濃川に面しており、中心部に近いために、川縁には、やすらぎ堤という緑地帯が整備されている。

## 歴史
かつては、信濃川の水運を利用して、材木の運搬が行われたため、材木屋や家具屋の倉庫などが立地していた。
しかし、現在は、材木を水運を利用して運ぶ時代ではなくなったために、材木屋や倉庫の跡地には、マンションが建設されたり、駐車場に転用されたりしている。近年は、特に地価の値下がりと相まって、駐車場もマンションに転用されている。

### 年表
- 2007年（平成19年）4月1日 : 新潟市の政令指定都市移行により、中央区の町丁となる。

## 世帯数と人口
2018年（平成30年）1月31日現在の世帯数と人口は以下の通りである。
| 丁目         | 世帯数  | 人口    |
| ------------ | ------- | ------- |
| 川端町一丁目 | 141世帯 | 329人   |
| 川端町二丁目 | 157世帯 | 315人   |
| 川端町三丁目 | 294世帯 | 517人   |
| 川端町四丁目 | 55世帯  | 67人    |
| 川端町五丁目 | 156世帯 | 261人   |
| 川端町六丁目 | 94世帯  | 157人   |
| 計           | 897世帯 | 1,646人 |

## 小・中学校の学区
市立小・中学校に通う場合、学区は以下の通りとなる。
| 丁目         | 番地 | 小学校             | 中学校             |
| ------------ | ---- | ------------------ | ------------------ |
| 川端町一丁目 | 全域 | 新潟市立白山小学校 | 新潟市立白新中学校 |
| 川端町二丁目 | 全域 | 新潟市立白山小学校 | 新潟市立白新中学校 |
| 川端町三丁目 | 全域 | 新潟市立白山小学校 | 新潟市立白新中学校 |
| 川端町四丁目 | 全域 | 新潟市立白山小学校 | 新潟市立白新中学校 |
| 川端町五丁目 | 全域 | 新潟市立白山小学校 | 新潟市立白新中学校 |
| 川端町六丁目 | 全域 | 新潟市立新潟小学校 | 新潟市立寄居中学校 |

## 施設
- 新潟市立白山小学校
- ホテルオークラ新潟
- 新潟市中央福祉会ワークセンター川端

## 交通
- 国道116号
- 新潟県道164号白山停車場女池線